# Echinopsis chrysochete
Echinopsis chrysochete är en kaktusväxtart som beskrevs av Erich Werdermann. Echinopsis chrysochete ingår i släktet Echinopsis och familjen kaktusväxter. Inga underarter finns listade i Catalogue of Life.